# Synodontis ilebrevis
Synodontis ilebrevis és una espècie de peix de la família dels mochòkids i de l'ordre dels siluriformes.

## Morfologia
Els mascles poden assolir els 13,6 cm de llargària total.

## Distribució geogràfica
Es troba a Àfrica: llac Tanganyika.